# Балка Комишова
Балка Комишова (рос. Балка Камышовая) — річка в Україні, у Щастинському районі Луганської області. Права притока Деркулу (басейн Дону).

## Опис
Довжина річки приблизно 8,96 км, найкоротша відстань між витоком і гирлом — 7,30  км, коефіцієнт звивистості річки — 1,23 . Річка формується декількома безіменними струмками та 3 загатами.

## Розташування
Бере початок на північно-західній стороні села Комишне. Тече переважно на південний схід і на північно-східній стороні від Булавіного впадає у річку Деркул, ліву притоку Сіверського Дінця.
Населені пункти вздовж берегової смуги: Герасимівка, Колесниківка.